# Loingsech mac Colmáin
Loingsech mac Colmáin (mort en 655) (ou Laidgnén) est un roi de Connacht issu des Uí Fiachrach une branche des Connachta. Il appartient au sept Uí Fiachrach Aidhne et il est le fils de Colmán mac Cobthaig

## Règne
Son frère Guaire Aidni mac Colmáin (mort en 663) est associé aux événements antérieurs à 649 et il est possible que Guaire abdique le trône des Ui Fiachrach Aidhne à la suite de sa défaite lors de la bataille de Carn Conaill. Loingsech succède à Rogallach mac Uatach (mort en 649) de la lignée rivale des Uí Briúin comme roi de Connacht en 649. Les Listes de Rois mentionnent Loingsech, mais parmi les Annale irlandaises, seules les Annales de Tigernach relèvent sa mort.
La rivalité entre les Uí Fiachrach Aidhne et les Uí Briúin est illustrée par les événements de son règne. En 653 l'allié des Ui Fiachrach Aidhne, Marcán mac Tommáin, le roi des Uí Maine est tué lors d'une bataille dans l'Iarthair Seola par Cenn Fáelad mac Colggen (mort en 682) comme Máenach mac Báethíne des Ui Briun. En 654 intervient également le meurtre par les Ui Fiachrach Aidhne de Fergus mac Rogallaig des Ui Briun, le fils de Rogallach mac Uatach.
Loingsech ne laisse pas de descendants connu et il a comme successeur son frère Guaire.

## Mythologie
Loingsech est mentionné dans la traduction de Lady Gregory du récit en prose de mythologie celtique irlandaise Oidheadh Chloinne Lir sous le nom de « Lairgren, fils de Colman, fils de Cobthach », ce qui fait bien de lui un fils de Colmán mac Cobthaig. Le supposé mariage de Lairgen avec Deoch, la femme du roi de Leinster et fille de Finghinu roi de Munster, est réputé avoir été celui « d'un homme venant du nord et d'une femme du sud » , qui aurait brisé une malédiction de 900 ans sur les enfants et les avoir ramenés à la forme humaine.

## Sources
- (en) Francis John Byrne, Irish Kings and High-Kings, Londres, Batsford, 1973 (ISBN 0-7134-5882-8)
- (en) T.W Moody, F.X. Martin, F.J. Byrne A New History of Ireland IX Maps, Genealogies, Lists. A companion to Irish History part II . Oxford University Press réédition 2011  (ISBN 9780199593064) Kings of Connacht to 1224 p. 138.